# Chikuzen (Fukuoka)
Pour l'ancienne province, voir Chikuzen.
Chikuzen (筑前町, Chikuzen-machi) est un bourg du district d'Asakura, dans la préfecture de Fukuoka au Japon. Sa création date de 2005, après la fusion des anciens villages de Miwa et Yasu.
Au 1er juillet 2014, la population s'élevait à 29 405 habitants répartis sur une superficie de 67,18 km2.